# BAP Palacios (FM-56)
BAP Palacios (FM-56) es una fragata misilera que adquirió el Perú para su Marina de Guerra, a inicios del año 2003. Es una unidad del tipo Fragata lanzamisiles de la clase Orsa. Es una de las ocho fragatas lanzamisiles de la clase Lupo y Orsa con que cuenta la Flota Naval del Pacífico de la Marina de Guerra del Perú.

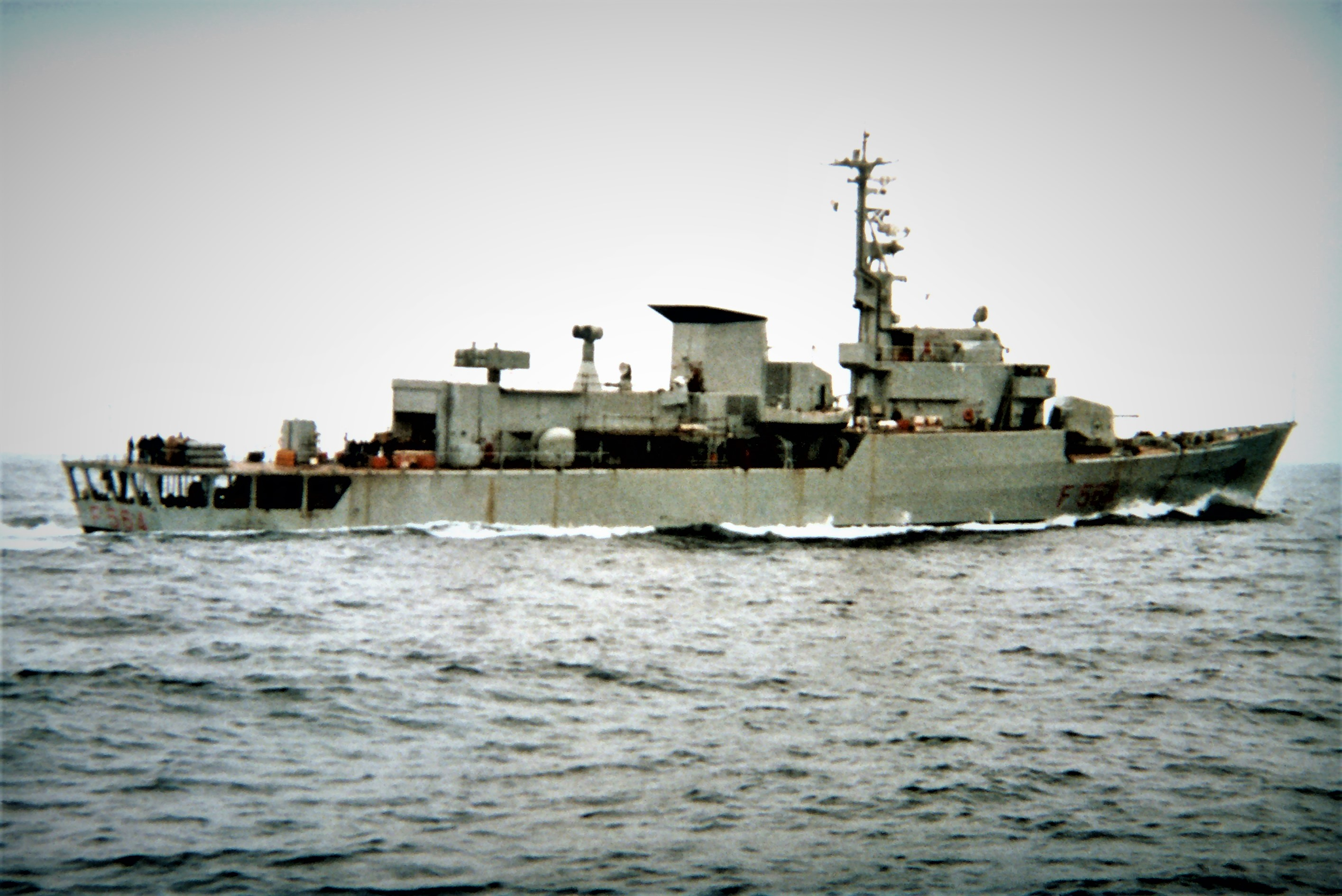
La fragata Lupo en servicio en Marina Militare.

Antes de ser cedido por Italia a la Marina de Guerra del Perú, bajo la bandera italiana, se denominaba F 564 Lupo. El buque, puesto en grada el 11 de octubre de 1974, fue botado el 29 de julio de 1976 por el astillero de Riva Trigoso y asignado a la Marina Militare el 20 de septiembre de 1977. Dado de baja en 2003, fue cedido a la Marina de Guerra del Perú y su equipamiento para la marina peruana se hizo en un astillero del puerto de La Spezia.
El pabellón peruano fue afirmado a bordo en este moderno buque de guerra el 3 de noviembre de 2004, en La Spezia donde el buque fue sometido a un proceso de alistamiento para su incorporación a la Escuadra Peruana bajo supervisión del personal de la Marina de Guerra del Perú y finalizado el proceso de asignación, zarpó incorporándose en junio de 2005 a la Escuadra Peruana en el Mar de Grau.

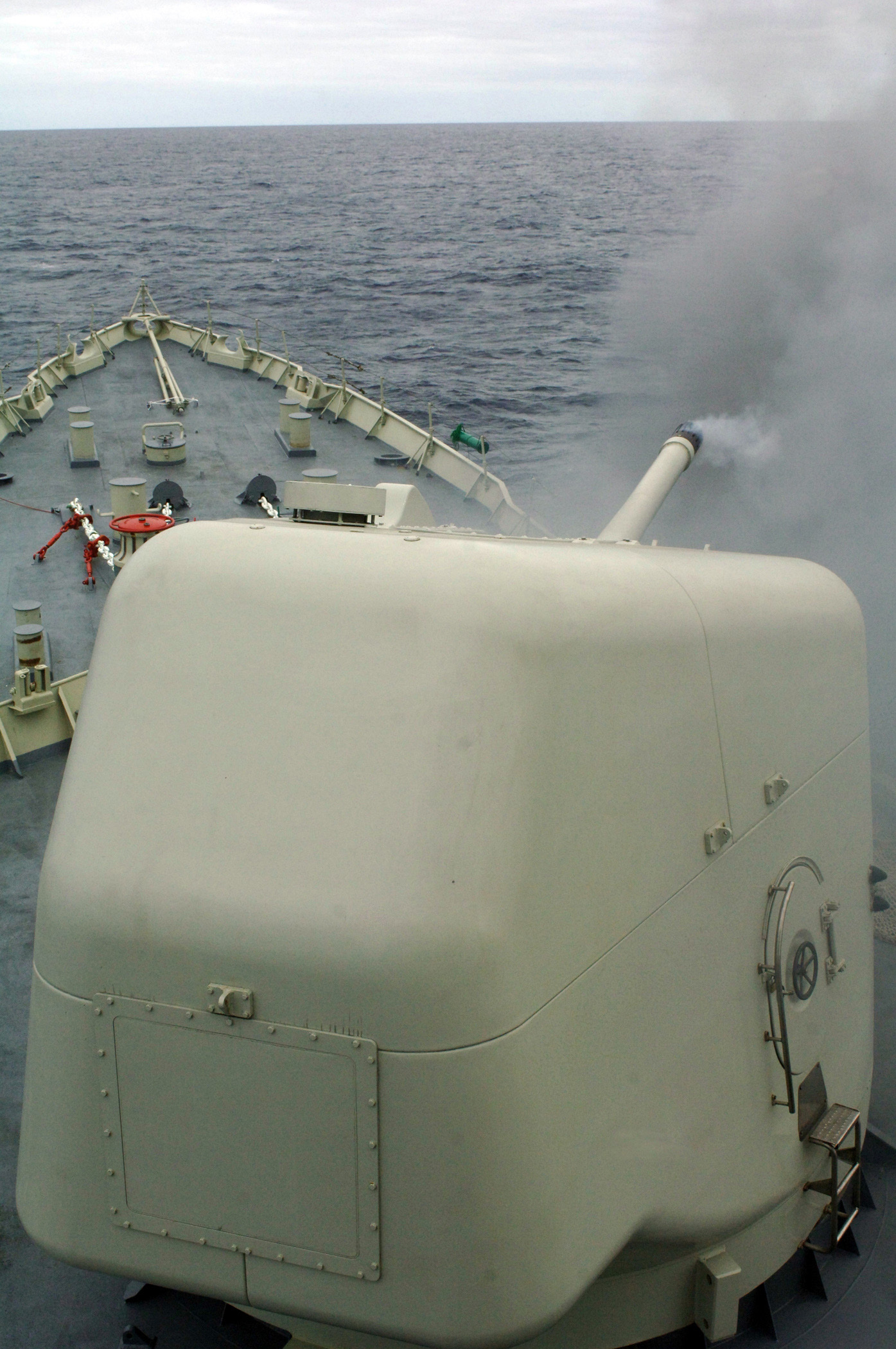
Cañón de proa de la fragata BAP Palacios.

Desplaza 2500 toneladas y tiene una velocidad de 35 nudos con turbinas y 22 nudos con motores diésel. Su armamento consiste de artillería convencional y de misiles.

## Nombre
Su nombre se debe al teniente primero AP Enrique Palacios de Mendiburu, héroe de la guerra del Pacífico en el combate naval de Angamos el 8 de octubre de 1879.